# Dux Logroño
El Dux Logroño fou fundat el 2008 a Logronyo amb el nom de Escuelas de Futbol de Logroño. Actualment l'equip milita a la Liga F.
Els orígens de l'entitat cal buscar-los a l'any 2000, quan es realitza un projecte d'integració de col·legis i centres educatius de Logronyo; encara que la institució es funda oficialment el 2008 amb equips de totes les edats, inclòs l'equip senior femení. El 3 de juny de 2018, l'equip femení aconsegueix l'ascens a Primera Divisió després de vèncer a doble partit (1-1 i 2-1) al CD Tacón. L'equip debutà a la màxima categoria la temporada 2018-19. Va arribar a la final de la Copa de la Reina de Futbol la temporada 2019-20, la fase final de la qual es va disputar el 2020 a causa de la pandèmia de COVID-19. Va perdre la final davant el FC Barcelona.
L'equip no va poder salvar la categoria la temporada 2020-21 en acabar en penúltima posició.
L'1 de juliol de 2021, va ser comprat per DUX Gaming (els socis del qual són els futbolistes Thibaut Courtois, Borja Iglesias i el youtuber DjMariio) i va passar a dir-se DUX Logronyo.